# Rádio Gazeta Online
Rádio Gazeta Online é uma estação de rádio brasileira sediada em São Paulo, capital do estado brasileiro homônimo. Opera como uma web rádio e pertence à Fundação Cásper Líbero.

## História
Foi fundada em 1923, inicialmente sob o nome de Rádio Educadora Paulista, e em 1943 passou a operar sob o nome Gazeta, sendo comandada por Cásper Líbero, o qual dirigiu a Rádio por apenas cinco meses, pois faleceu em agosto do mesmo ano, vítima de um acidente de avião. A Rádio fazia parte de um complexo de comunicações, uma vez que já existia o jornal A Gazeta, considerado o jornal mais moderno da cidade de São Paulo até então.
A Rádio Gazeta AM começou a transmitir em 15 de março de 1943, transmitindo os concertos ao vivo de seu auditório; onde dispunha de uma orquestra sinfônica, um coral lírico, um conjunto de jazz, pianistas e cantores. No ano de estréia, a direção musical esteve a cargo do maestro Souza Lima, que era conhecido como "o príncipe dos pianistas brasileiros". A orquestra contou também com o compositor Camargo Guarnieri como um de seus regentes.
Em 1963 a programação da rádio passou a incluir programas jornalísticos e esportivos. Em 1996, a Rádio teve sua programação arrendada á Igreja Deus é Amor, porém em 2000, a Rádio voltou a ter programação própria.
A partir do dia 1.° de julho de 2009, a Faculdade Cásper Líbero assumiu a direção da rádio, tornando-se um "laboratório" para os alunos. A rádio tinha grande parte de sua programação produzida pelos estudantes da instituição, sempre sob orientação profissional de apresentadores, técnicos e professores. Gerenciada pelo radialista, especialista e mestre em Comunicação Pedro Serico Vaz Filho, a Rádio Gazeta dedicava grande parte de sua grade à cobertura esportiva e jornalística, além do espaço a pautas de cultura e cidadania.
Em 28 de janeiro de 2019, o sinal AMfoi desligado, passando a operar apenas como web rádio.
Em 12 de maio de 2025, de acordo com a Portaria MCOM nº 17.792, a antiga frequência da Gazeta AM (890 AM) é declarada extinta.

## Programas
- Disparada no Esporte
- Programa Regiani Ritter
- Festa Gazeta, com Mateus Santos
- Jornal Gazeta Online, com Caio Mello
- Batalha Gazeta
- Discoteca Gazeta
- Partiu

## Rádio Escola
A Rádio Gazeta Online é uma emissora universitária, que serve como escola para os estudantes de comunicação (Rádio e TV, Publicidade e Propaganda, Relações Públicas e Jornalismo) da Faculdade Cásper Líbero. Toda sua programação é realizada por alunos, que sempre são acompanhados por profissionais qualificados, que instruem e formam o estudante. Além dos colaboradores e monitores, exclusivamente alunos, os principais apresentadores são: Regiani Ritter, Mateus Santos e Caio Mello, que comandam vários programas.

## Equipe
- Regiani Ritter - Apresentadora
- Mateus Santos - Apresentador
- Caio Mello - Apresentador
- Heloísa Rocha - Redatora
- Luciana Lira - Redatora
- Júnior de Souza - Sonoplasta e chefe
- Roberto Vilela -  Supervisão Técnica
- Leonardo Levatti-  Coordenador de Produção
- Agnoel Santiago "Popó" - Sonoplasta
- Márcio de Paula - Coordenador do Núcleo de Pesquisa Fonográfica - Discoteca da Rádio Gazeta.

## Discoteca
Há um grande acervo de discos e CDs pertencentes à Rádio Gazeta, constituído por raridades e obras recentes. Essas obras constituem grande parte da história da música popular brasileira e internacional, traduzidas em mídias de 78 rotações; 10 polegadas; 12 polegadas (long-play); 7 polegadas (compacto simples e duplo) e CD`S.
A Discoteca conta ainda com vinis em 16 polegadas – promocionais enviados por consulados e embaixadas de diversos países nas décadas de 60 e 70, para divulgação de culturas. Somam-se ainda discos de alumínio, com jingles comerciais e pronunciamentos de políticos, além de aberturas e encerramentos de programas.
No total, entre discos de várias épocas e CDs, o acervo fonográfico tem 78.192 discos, entre eles 32.900 LPs, 24.232 compactos e 1.560 discos de dez polegadas, tornando-o o maior acervo do Brasil. Atualmente, este departamento passa por processo de digitalização a fim de proporcionar a pesquisa fonográfica sobre vários aspectos - dos levantamentos históricos, referentes ao áudio, aos textos de capas e contracapas de discos